# Hilal Musa
Hilal Musa est un footballeur palestinien né le 31 mai 1990 à Kfar Manda. Il évolue au poste de milieu avec Shabab Al-Khadr.

## Palmarès
- Vainqueur de l'AFC Challenge Cup en 2014